# Gefyráki
Gefyráki, en grec moderne : Γεφυράκι, est un village du dème de Triphylie, district régional de Messénie, en Grèce.
Selon le recensement de 2011, la population du village compte cinq habitants.